# Jason Statham
Jason Statham, född 26 juli 1967 i Shirebrook, Derbyshire, är en brittisk skådespelare och kampsportare. Han är känd för bland annat London Killers gangsterfilmer och The Transporter-trilogin. Han brukar utföra sina egna filmstunt. Innan Jason blev skådespelare jobbade han även bland annat som klädmodell och säljare på svarta marknaden. 1992 kom han tolva i världsmästerskapen i simhopp.
Jason Statham har även bidragit med sin röst i ett par data/tv-spel, Red Faction 2 och Call of Duty.

## Filmografi

### Filmroller
| År   | Filmtitel                                     | Roll                              | Noter                                                     |
| ---- | --------------------------------------------- | --------------------------------- | --------------------------------------------------------- |
| 1998 | Lock, Stock and Two Smoking Barrels           | Bacon                             |                                                           |
| 2000 | Snatch                                        | Turkish                           |                                                           |
| 2000 | Turn It Up                                    | Mr. B                             |                                                           |
| 2001 | Ghosts of Mars                                | Sergeant Jericho Butler           |                                                           |
| 2001 | The One                                       | MVA Agent Evan Funsch             |                                                           |
| 2001 | Mean Machine                                  | Monk                              |                                                           |
| 2002 | The Transporter                               | Frank Martin                      |                                                           |
| 2003 | The Italian Job                               | Handsome Rob                      |                                                           |
| 2004 | Collateral                                    | Airport man                       | Cameoroll                                                 |
| 2004 | Cellular                                      | Ethan Greer                       |                                                           |
| 2005 | Transporter 2                                 | Frank Martin                      |                                                           |
| 2005 | Revolver                                      | Jake Green                        |                                                           |
| 2005 | London                                        | Bateman                           |                                                           |
| 2005 | Chaos                                         | Detektiv Quentin Conners          |                                                           |
| 2006 | Rosa pantern                                  | Yves Gluant                       | Okrediterad                                               |
| 2006 | Crank                                         | Chev Chelios                      |                                                           |
| 2007 | War                                           | FBI Agent John Crawford           |                                                           |
| 2008 | The Bank Job                                  | Terry Leather                     |                                                           |
| 2008 | In the Name of the King: A Dungeon Siege Tale | Farmer Daimon                     |                                                           |
| 2008 | Death Race                                    | Jensen Garner "Frankenstein" Ames |                                                           |
| 2008 | Transporter 3                                 | Frank Martin                      |                                                           |
| 2009 | Crank: High Voltage                           | Chev Chelios                      |                                                           |
| 2010 | 13                                            | Jasper Bagges                     |                                                           |
| 2010 | The Expendables                               | Lee Christmas                     |                                                           |
| 2011 | The Mechanic                                  | Arthur Bishop                     |                                                           |
| 2011 | Gnomeo och Julia                              | Tybalt                            | Endast röst                                               |
| 2011 | Blitz                                         | Detektiv Sergeant Tom Brant       |                                                           |
| 2011 | Killer Elite                                  | Danny Bryce                       |                                                           |
| 2012 | Safe                                          | Luke Wright                       |                                                           |
| 2012 | The Expendables 2                             | Lee Christmas                     |                                                           |
| 2013 | Parker                                        | Parker                            |                                                           |
| 2013 | Fast & Furious 6                              | Deckard Shaw                      | Cameoroll                                                 |
| 2013 | Hummingbird                                   | Joey Jones                        | Även känt som Redemption I USA och Crazy Joe i Frankrike. |
| 2013 | Homefront                                     | Phil Broker                       |                                                           |
| 2014 | The Expendables 3                             | Lee Christmas                     |                                                           |
| 2014 | Wild Card                                     | Nick Wild                         |                                                           |
| 2015 | Fast & Furious 7                              | Deckard Shaw                      |                                                           |
| 2015 | Spy                                           | Rick Ford                         |                                                           |
| 2016 | Mechanic: Resurrection                        | Arthur Bishop                     |                                                           |
| 2017 | Fast & Furious 8                              | Deckard Shaw                      |                                                           |
| 2018 | The Meg                                       | Jonas Taylor                      |                                                           |
| 2019 | Fast & Furious: Hobbs & Shaw                  | Deckard Shaw                      |                                                           |
| 2021 | Wrath of Man                                  | Harry "H"                         |                                                           |
| 2021 | Fast & Furious 9                              | Deckard Shaw                      | Cameoroll                                                 |
| 2022 | Five Eyes                                     | Orson Fortune                     |                                                           |
| 2023 | Operation Fortune: Ruse de Guerre             | Orson Fortune                     |                                                           |
| 2023 | Fast X                                        | Deckard Shaw                      |                                                           |
| 2023 | Meg 2: The Trench                             | Jonas Taylor                      |                                                           |
| 2023 | Expend4bles                                   | Lee Christmas                     |                                                           |
| 2024 | The Beekeeper                                 | Adam Clay                         |                                                           |
| 2025 | A Working Man                                 | Levon Cade                        |                                                           |
| 2025 | Fast X: Part 2                                | Deckard Shaw                      |                                                           |

### Röstroller inom datorspel
| År   | Titel          | Roll            |
| ---- | -------------- | --------------- |
| 2002 | Red Faction II | Shrike          |
| 2003 | Call of Duty   | Sergeant Waters |